# بند سارق
بند سارق (به لاتین: Band-e Sareq) یک منطقهٔ مسکونی در افغانستان است که در ولایت سمنگان واقع شده‌است.